# Multi-Site
Multi-Site (auch Multisite) bedeutet in der Informationstechnik, mehrere verschiedene Webseiten auf einem Webserver in demselben Stammverzeichnis zu hosten.

## Begriff
Fachlich präziser können mit dem Begriff Multi-Site in der Informationstechnologie verschiedene Dinge oder Vorgänge gemeint sein.
So wird zwischen dem Multi-Site-Hosting (oder auch Multi-Site-Domain, sowie Domain-Mapping) und der Multi-Site-Fähigkeit einer Software, wie z. B. einem Content-Management-System (kurz CMS, deutsch Inhaltsverwaltungssystem), unterschieden.
Ersteres beschreibt die technischen Details oder Abläufe, wie Anfragen aus dem Internet an verschiedene Domänen auf dasselbe Verzeichnis auf einem Webserver geleitet werden.
Letzteres beschreibt die Funktionalität einer Software oder eines Skriptes, die Anfragen an unterschiedliche Domänen voneinander zu trennen und danach nur die Inhalte der jeweils aufgerufenen Webseite auszugeben.
Bei einem CMS meint man mit der Multi-Site-Fähigkeit jedoch nicht nur je nach aufgerufener Domäne unterschiedliche Inhalte ausgeben zu können, sondern auch die verschiedenen Webseiten-Inhalte in einem einzelnen Software-System verwalten zu können.

## Technik
Es gibt verschiedene Methoden, die Anfragen aus dem Internet (z. B. von einem Webbrowser) nach der Domäne zu filtern, so dass die jeweils entsprechende Webseite ausgegeben wird.
In der Praxis sind die gängigsten Techniken einmal die entsprechende Konfiguration des Webservers, sofern man Administrationsrechte über diesen hat. Dieser kann dann die Anfragen z. B. an verschiedene Skripte innerhalb eines Verzeichnisbaumes weiterleiten.
Eine weitere Möglichkeit ist ein Eintrag in einer .htaccess-Datei, wenn man keine Administrationsrechte über den Webserver selbst hat. Dies ist z. B. der Fall, wenn man seine Webseiten bei einem Webhoster hosten lässt. Die .htaccess-Datei enthält Anweisungen, wie der Webserver bestimmte Anfragen zu behandeln hat.
Durch diesen Eintrag können die Aufrufe der unterschiedlichen Domänen ebenfalls an verschiedene Skripte weitergeleitet werden.
Der Nachteil dieser beiden Methoden ist, dass erst verschiedene Skripte aufgerufen werden, danach in der Regel jeweils unterschiedliche weitere Skripte verarbeitet werden. Das bedeutet, die Daten der Webseiten sind überwiegend in jeweils getrennten Unterverzeichnisse und Dateien aufgeteilt. Jede Webseite existiert so eigenständig und bedarf damit auch einer eigenständigen Pflege und Wartung.
Die bequemste Möglichkeit verschiedene Webseiten parallel zu hosten ist daher ein Multi-Site-fähiges Content-Management-System. Hierbei übernimmt nur ein einzelnes Software-System die Verwaltung aller Webseiten, indem alle Anfragen zuerst an dasselbe Skript geleitet werden, das je nach aufgerufener Domäne nach der Datenverarbeitung andere Inhalte ausgibt.

## Nutzen
Die Vorteile dieser Technologie sind, dass vollkommen unterschiedliche Webseiten auf einem Webserver mit einem einzigen Multi-Site-fähigen Content-Management-System einfacher verwaltet werden können, als wenn diese jeweils einzeln verwaltet werden müssten.
Der Aufwand Updates einzupflegen, Plug-ins zu installieren oder Code-Änderungen vorzunehmen ist geringer. Zudem werden Sicherheitsrisiken gemindert, da nicht mehr jede Webseite einzeln zu prüfen ist und es weniger Angriffspunkte gibt.
Der geringere Aufwand kann für Unternehmen darüber hinaus eine Kostenersparnis bedeuten.